# 坂井利彰
坂井 利彰（さかい としあき、1974年4月9日 - ）は、東京都出身の元テニス選手、慶應義塾大学教授、日本テニス協会常務理事。

## 経歴
慶應義塾普通部、慶應義塾高等学校、慶應義塾大学法学部卒業。早稲田大学大学院スポーツ科学研究科修士課程修了。慶應義塾大学大学院政策・メディア研究科後期博士課程修了。博士（政策・メディア）の学位を取得。
幼少時からテニスを始め、慶應義塾大学在籍中には全日本学生テニス選手権シングルスで優勝。
卒業後は日本興業銀行（現みずほフィナンシャルグループ）、ソニー株式会社に勤務。
2002年にプロ転向。
引退後は慶應義塾大学体育会庭球部監督として活動し、2024年から慶應義塾大学体育会庭球部部長。
父親は元プロテニス選手の坂井利郎。

## 戦績
- 1996年　全日本学生テニス選手権単優勝、全日本アマチュアランク単1位
- 1995年　ユニバーシアード日本代表
- 2003年　全豪オープン出場

## 指導歴
- 2006年-2024年　慶應義塾大学庭球部監督

## 指導資格
- 日本テニス協会公認S級エリートコーチライセンス
- ATP（世界男子プロテニス協会）公認プロコーチ

## 主な著書
- 『松岡修造さんと考えてみたテニスへの本気』（2015年-東邦出版）
- 『錦織圭　限界を突破する瞬間』（2015年-KADOKAWA）
- 『テニス世界トップ10も実践する最新の打ち方・戦い方』（2014年-東邦出版）
- 『日本人のテニスは25歳過ぎから一番強くなる』（2014年-東邦出版）
- 『テニス世界最先端の練習法』（2011年-東邦出版）
- 『ダブルスで勝てる！テニス最強の戦術』（2011年-メイツ出版）
- 『トップテニスプレイヤーにおける早熟型と晩成型の比較分析』（2009年-KEIO SFC JOURNAL）

## テレビ解説
- NHKテニス解説者
- オリンピック（リオ・東京）

## その他の活動
- 慶應チャレンジャー国際テニストーナメント・トーナメントディレクター